# Светионичар
Светионичар је особа која опслужује светионик. Светионичари су обично са породицом и нешто мало домаћих животиња, живели у великој изолацији, на обично, врло малом острву, где је светионик подигнут. Са цивилизацијом нису долазили у контакт и по годину дана, у зависности од метеоролошких прилика али и потреба.
Светионици су данас углавном без посаде, теледириговани.